# Censura no Brasil
| Situação muito séria Situação difícil Problemas visíveis | Situação satisfatória Situação boa Sem dados |

Índice de Liberdade de Imprensa de 2024'

A censura no Brasil, tanto cultural quanto política, esteve presente em diversos momentos desde a colonização. Embora a censura estatal tenha diminuído significativamente com o início da redemocratização em 1974 e a promulgação da Constituição de 1988, ainda há casos de censura não oficial. 
A liberdade de expressão é considerada um direito fundamental previsto na Constituição de 1988, embora seja vedado o anonimato. Por outro lado, não é um direito absoluto, sendo sujeita a restrições em certos casos, quando por exemplo entra em choque com outros direitos constitucionais.

## Censura no Período Colonial
Até a transferência da corte portuguesa para o Brasil, em 1808, era proibida a impressão de publicações no Brasil. Todo conteúdo precisava ser impresso em Portugal. Durante a colonização, os livros só poderiam circular no Brasil após serem aprovados pelo Santo Ofício, pela autoridade episcopal e pelo Desembargo do Paço.
Durante o século XIII, a coroa portuguesa possuía uma listagem de obras que não podiam circular em seus territórios incluindo todas as suas colônias. Foram proibidas de circular principalmente obras de teor iluminista ou que criticassem a Igreja Católica e a monarquia absolutista instituída em Portugal. Essa proibição não estava vinculada com a Inquisição, mesmo porque, a fé não era a principal preocupação da coroa naquele momento.
De certa forma, a Inquisição possuiu certo caráter censurador, uma vez que ela investigava, punia e, em alguns casos, matava pessoas que fugissem do pensamento católico, seja por seus atos, seja por suas crenças. Destaca-se que a censura não era um órgão que utilizava métodos investigativos muito apurados para realizar seu trabalho. Bastaria que uma pessoa fizesse uma acusação sem maiores provas que o acusado seria submetido a torturas.
Antes da Inquisição, durante e um pouco depois, os padres catequizadores, cuja grande maioria eram jesuítas, proibiam que os indígenas brasileiros mantivessem vários de seus hábitos, tais como, a antropofagia em algumas tribos, suas festividades religiosas e seus idiomas locais. Foram estabelecidas pelos catequizadores as línguas gerais (tais como o Nheengatu), idiomas por eles criados com base nas línguas de diversas tribos de uma região que deveriam ser faladas por todos os indígenas, a fim de facilitar a comunicação comercial entre os diversos grupos e entre os europeus.
Os escravos também encontravam problemas em relação às suas culturas originais. No entanto, o surgimento dos quilombos (dos quais indígenas e brancos pobres também se beneficiavam) e a criação do candomblé e o sincretismo religioso representavam pontos em que poderiam se manifestar. Também era permitido que, em dias de folga, realizassem algumas comemorações, como a "coroação" de reis e rainhas em festividades periódicas.

## Censura no período monárquico
O período imperial brasileiro tinha uma fachada de regime liberal democrático ou monarquia constitucional mas na verdade o poder moderador dava todo poder ao Rei. As características específicas do mesmo fazem com que o período tenha certas particularidades. Os movimentos de rebelião facilmente repreendidos pelo Estado eram aqueles que defendiam a abolição da escravidão e o Estado laico.
Também sofriam certa perseguição todos aqueles que queriam a reunificação das coroas brasileiras e portuguesas, e todas as rebeliões que tentassem tornar determinada região como um país autônomo, sendo que, neste último caso, a Guerra dos Farrapos constitui o exemplo mais notório. Não ocorreram significativas mudanças de resistência cultural entre os indígenas e os escravos no período.

## Censura na República Velha
A primeira constituição republicana, de 1891, determinava que seria "livre a manifestação do pensamento pela imprensa ou pela tribuna, sem dependência de censura, respondendo cada um pelos abusos que cometer, nos casos e pela forma que a lei determinar", mas casos de processos judiciais, intimidações, assassinatos e prisões de jornalistas, juntamente com invasões e depredações a redações de jornais, continuaram a ocorrer, especialmente na capital federal. Os governos militares iniciais (até 1894) buscaram equiparar as "notícias falsas" e "informações sigilosas" aos crimes de sedição. O alvo era o chamado "submundo" da imprensa, os jornais chamados "panfletos", "libelos" ou "pasquins", em contraposição à imprensa de prestígio. A imprensa operária era a mais afetada. Após a greve geral de 1917, jornalistas como Edgard Leuenroth, de A Plebe, foram presos com base no artigo 22 do código penal de 1890, que definia "os crimes de abuso da liberdade de comunicação do pensamento". Oficinas foram empasteladas e tipos para impressão e exemplares impressos foram apreendidos.
Em 5 de julho de 1922, logo após a Revolta dos 18 do Forte, o governo de Epitácio Pessoa instituiu o estado de sítio e a censura à imprensa e distribuiu policiais nas redações do Rio de Janeiro. Jornalistas de sete periódicos (Correio da Manhã, A Noite, O Imparcial, A Vanguarda, O Rebate, A Rua e Jornal do Brasil) foram presos. No ano anterior, o Correio havia publicado cartas falsas, de teor ofensivo aos militares, atribuídas ao candidato presidencial Artur Bernardes. A repercussão das cartas contribuiu às revoltas militares tenentistas. Bernardes assumiu a Presidência e em 1923 sancionou uma Lei de Imprensa, considerada um atentado à liberdade de opinião pelos oposicionistas.   A partir da revolta de julho de 1924, novamente sob estado de sítio, censores controlaram quais informações poderiam ser divulgadas a respeito da frente de guerra contra os tenentistas.

## Censura na Era Vargas
No início do século XX, um dos exemplos de censura mais conhecidos é o do Barão de Itararé. Em 1934, em razão da publicação de uma série de reportagens no jornal Folha do Povo, fundado por ele próprio, sobre a vida de João Cândido, líder da Revolta da Chibata, Apparício é sequestrado e espancado por oficiais da marinha, até hoje nunca identificados. Todavia, o episódio não o fez abandonar seu ofício. Mantendo o espírito satírico, afixou o seguinte aviso na porta de seu escritório: entre sem bater.
Durante o período do Estado Novo, além de haver uma grande censura aos meios de comunicação, exilando e torturando jornalistas e intelectuais que faziam críticas ao regime, foi também instituído um culto à personalidade do ditador Getúlio Vargas, semelhante ao que havia na Alemanha e na Itália, governadas por Adolf Hitler e Benito Mussolini, respectivamente. A figura do ditador se tornou onipresente em cartazes, fotografias, selos, moedas, etc. Os meios de comunicação oficiais associavam a figura do presidente a feitos que eram de interesse de grande parte da população: os trabalhadores. As práticas do Governo Vargas, da mesma forma, traziam benefícios para estas pessoas, tendo, como exemplos, a legislação trabalhista e a crescente organização do mercado de trabalho, que acabaram com a exploração do trabalho no Brasil.
Em dezembro de 1939, foi criado o Departamento de Imprensa e Propaganda (DIP), que era encarregado do aparato de censura e da propaganda oficial. Entre os meios de propaganda oficial estavam a criação de cartazes enaltecendo a figura de Vargas e os seus grandes feitos para o país. O DIP tornou obrigatória a foto do ditador em todos os ambientes comerciais (numa reprodução dos métodos implantados na Alemanha pelo ministro de propaganda nazista Joseph Goebbels, mentor de Filinto Muller, chefe de polícia do Distrito Federal e notório torturador.)
A censura executada pelo DIP era muito eficiente. Agia em todos os segmentos da sociedade e, muitas vezes, os censores eram pessoas respeitáveis da sociedade que, envolvidos pelo clima da época, "entregavam", até inconscientemente, as manifestações culturais que por acaso demonstrassem ideias contrárias ao governo, que eram censuradas. Em 1940, o jornal O Estado de S. Paulo teve a sua direção, dissidente ao governo, destituída e o jornal sofreu uma intervenção por parte do DIP, que durou até o fim do Estado Novo.
O DIP criou também cartilhas para serem distribuídas às crianças nas escolas e para a imprensa. Produziu também documentários para exibição obrigatória, antes dos filmes programados pelos cinemas. Além disso, a Agência Nacional, subordinada ao DIP, produzia e transmitia diariamente, exceto aos sábados e domingos, sempre às 19 horas, o programa radiofônico "Hora do Brasil", retransmitido simultaneamente por todas as emissoras do país. Esse programa ainda existe, com o nome de Voz do Brasil, e é obrigatório até hoje nas emissoras de rádio brasileiras.
Outros casos notórios de censura no Estado Novo foi a repressão às atividades culturais das comunidades imigrantes de países do Eixo e à literatura nos idiomas alemão, japonês e italiano, fruto da campanha de nacionalização do regime.

## Censura na República Nova
O Serviço de Censura de Diversões Públicas foi fundado em 1945 pelo decreto-lei n. 8462, de 26 de dezembro de 1945. O decreto n. 20.493, de 24 de janeiro de 1946 o regulamentou.
Sobre censura na época também constam o primeiro artigos dos decretos n. 50.518/1961 e d n. 51.134/1961 durante a época em que a censura ainda era regionalizada. Posteriormente no Governo Goulart seria centralizada em Brasilia baixo o comando de Edísio Gomes de Matos.

## Censura durante a ditadura militar

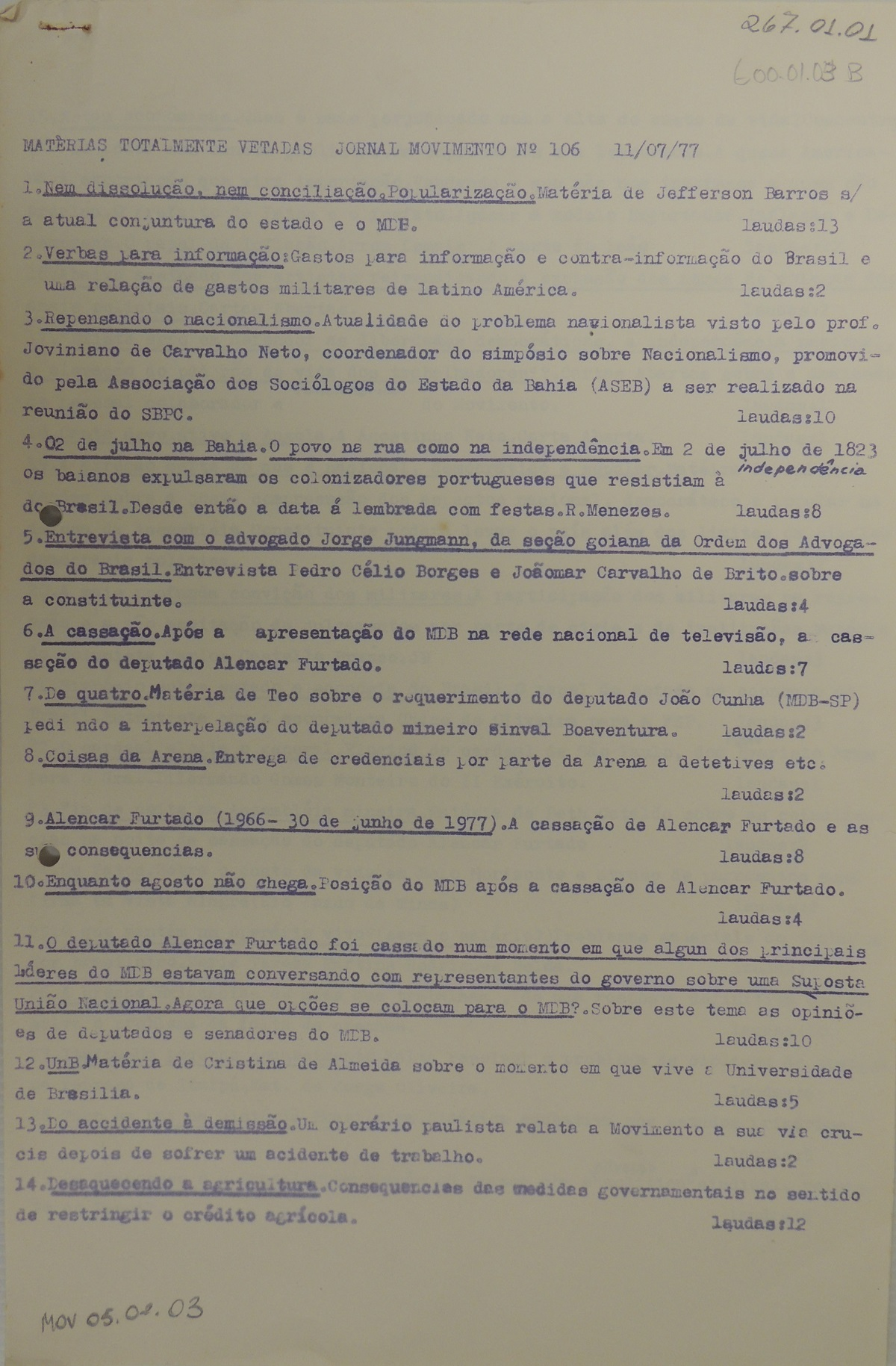
Lista de matérias censuradas na edição 106 do jornal Movimento, no ano de 1977. APESP

Após a promulgação do AI-5, todo e qualquer veículo de comunicação deveria ter a sua pauta previamente aprovada e sujeita a inspeção local por agentes autorizados. Muitos materiais foram censurados e as equipes envolvidas, impossibilitadas de publicar maiores esclarecimentos, tomavam medidas diversas. Algumas publicações impressas simplesmente deixavam trechos inteiros em branco. Outros, publicavam receitas culinárias estranhas, que nunca resultavam no alimento proposto por elas. Além de protestar contra a falta de liberdade de imprensa, tentava-se fazer com que a população brasileira passasse a desconfiar das torturas e mortes por motivos políticos, desconhecidas pela maioria. A violência do Estado era notada nos confrontos policiais e em conhecidos que desapareciam, mas, não era possível a muitos imaginar as proporções reais de tudo isso. Aparentemente, o silêncio imposto em relação às torturas era para que menos pessoas se revoltassem e a situação se tornasse, então, incontrolável.
Além de censurar as torturas, muitas outras coisas também não poderiam ser veiculadas. Em 15 de setembro de 1972, o seguinte telegrama exemplificador foi recebido pelo diretor da sucursal de Brasília do jornal O Estado de S. Paulo
De ordem do senhor ministro da Justiça fica expressamente proibida a publicação de: notícias, comentários, entrevistas ou critérios de qualquer natureza, abertura política ou democratização ou assuntos correlatos, anistia a cassados ou revisão parcial de seus processos, críticas ou comentários ou editoriais desfavoráveis sobre a situação econômico-financeira, ou problema sucessório e suas implicações. As ordens acima transmitidas atingem quaisquer pessoas, inclusive as que já foram ministros de Estado ou ocuparam altas posições ou funções em quaisquer atividades públicas. Fica igualmente proibida pelo senhor ministro da Justiça a entrevista de Roberto Campos.
Dessa forma, a imagem de uma estabilidade política e de uma nação que prosperava era mantida.
Além da resistência ora camuflada, ora explícita da imprensa, artistas vinculados à produção musical encontraram como forma de protesto e denúncia compor obras que possuíssem duplo sentido, tentando alertar aos mais atentos, e tentando despistar a atenção dos militares, que geralmente descobriam que a música se tratava de uma crítica a eles apenas após a aprovação e sucesso entre o público das mesmas. Um dos exemplos mais marcantes do jogo linguístico e musical presentes do período é a música Cálice, composta por Chico Buarque e Gilberto Gil. Além do título da composição ter som idêntico à expressão Cale-se, seus versos poderiam ser confundidos com uma divagação

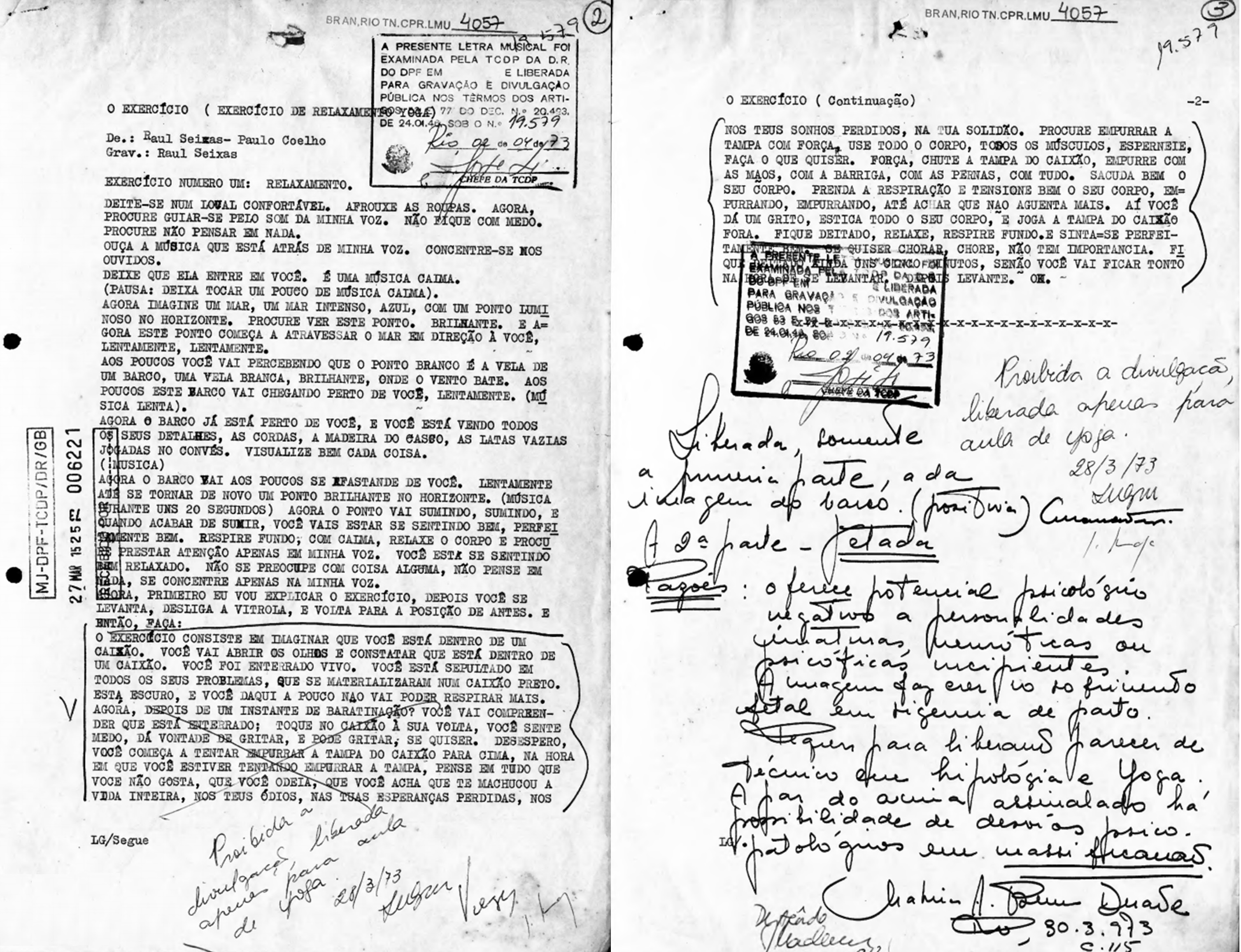
Documento da censura avaliando a música “O Exercício”, de Raul Seixas e Paulo Coelho, 1973. Arquivo Nacional.

religiosa, tal como no trecho transcrito a seguir.
Pai, afasta de mim esse cálice
De vinho tinto e de sangue
Como beber dessa bebida amarga
Tragar a dor, engolir a labuta
Mesmo calada a boca, resta o peito
Silêncio na cidade não se escuta

### Artistas censurados durante a ditadura militar (1964-1985)

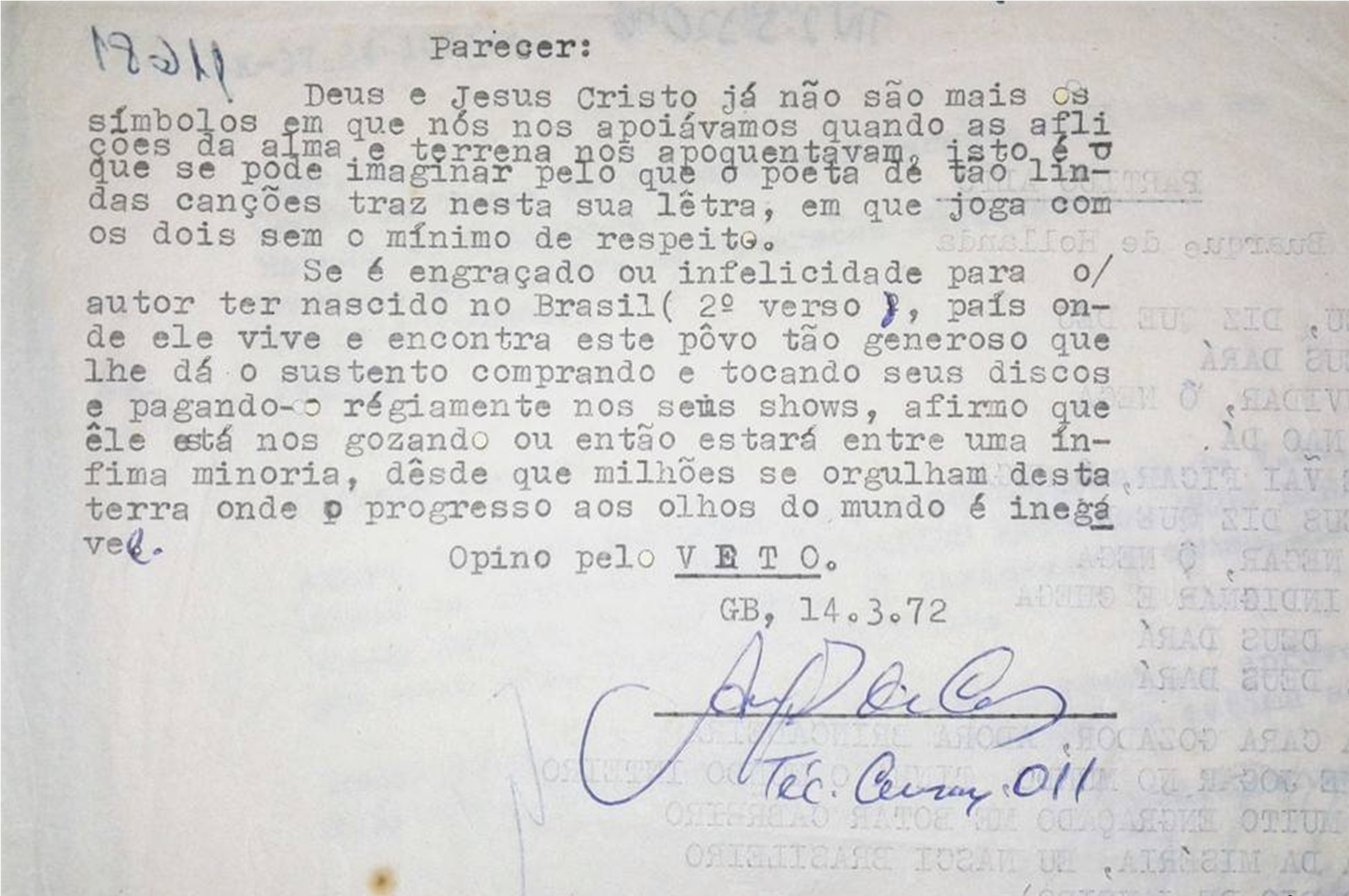
Parecer da censura recomendando a proibição da canção "Partido Alto", de Chico Buarque (Arquivo Nacional).

- Adoniran Barbosa[22]
- Caetano Veloso
- Chico Buarque
- Gal Costa
- Elis Regina
- Geraldo Vandré
- Gilberto Gil
- Milton Nascimento
- Odair José
- Plínio Marcos
- Raul Seixas
- Taiguara
- Toquinho
- Torquato Neto
- Zé Keti
- Gonzaguinha
- Jorge Ben Jor
- Alberto Luiz
- Moacyr Franco
- Rita Lee

### Programas e Novelas Censuradas
- Roque Santeiro [23]
- Despedida de Casado
- Zulmira
- Meu Pedacinho de Chão
- Editora Mayo, Bom Dia
- Selva de Pedra
- O Bem-Amado
- Fogo sobre Terra
- O Rebu
- Escalada
- O Casarão
- Espelho Mágico
- Cavalo Amarelo
- O Homem Proibido
- Brilhante
- Guerra dos Sexos
- Programa Flávio Cavalcanti
- Dercy de Verdade

### Canções-protesto
Alguns artistas usavam a própria música para protestar contra a censura. Algumas destas músicas ganharam um caráter histórico dentro do movimento da MPB. Por outro lado, algumas canções eram censuradas apenas por não condizer com os valores morais da época, como é o caso de "Como Eu Quero" de Paula Toller e Leoni, cuja personagem principal exige de seu namorado que "tire essa bermuda".[carece de fontes?] Também é famoso o caso de censura à canção "Tortura de Amor" de Waldick Soriano, lançada no auge da repressão.[carece de fontes?] Outro caso conhecido de censura por razões não-políticas foi a imposta a Adoniran Barbosa, que compunha de acordo com o dialeto caipira, obrigado a corrigir as letras de suas canções de acordo com a gramática, caso quisesse gravá-las. Adoniran preferiu esperar pelo fim da censura prévia para voltar a gravar.
- "Apesar de Você" – Chico Buarque
- "Pra Não Dizer que Não Falei das Flores" – Geraldo Vandré
- "Cálice" – Chico Buarque e Gilberto Gil
- "É Proibido Proibir" – Caetano Veloso
- "Acorda, Amor" – Leonel Paiva e Julinho da Adelaide (Chico Buarque)
- "Que as Crianças Cantem Livres" – Taiguara
- "Animais Irracionais" – Dom e Ravel
- ''Ouro de Tolo'' – Raul Seixas
- "Sociedade Alternativa" - Raul Seixas
- "Como Nossos Pais" - Belchior, também interpretada por Elis Regina
- "Opinião" - Zé Keti
- "Arrombou o cofre" - Rita Lee
- "A Primeira Noite de um Homem" - Odair José
- "Bolsa de Amores" - Chico Buarque
- "Tiro ao Álvaro" - Adoniran Barbosa
- "Divino, Maravilhoso" - Gal Costa

## Censura após a Redemocratização
Mesmo após os militares terem deixado o poder, ainda é possível verificar algumas formas de censura. Muitas ocorrem tendo em vista proteger os cidadãos de atitudes intolerantes, mas, várias outras ocorrem por motivos mais complexos, frutos da persistência do patrimonialismo na cultura brasileira.

### Arquivos da ditadura militar
Uma forma direta e indireta de censura é a permanência da grande maioria dos arquivos referentes ao período militar estar inacessível à consulta de advogados, historiadores e da população em geral.
Apenas alguns arquivos estaduais do DOPS (tais como os de São Paulo e os do Rio de Janeiro) já se encontram disponibilizados para consultas, mas, arquivos do mesmo órgão em outros estados continuam lacrados e, em alguns, não se sabe o paradeiro deles.
Os arquivos do DOI-CODI, em todos os estados do país, são dados pelas autoridades como destruídos, o que é contestado por aqueles que possuem interesse em consultá-los. Como exemplo, citam a possibilidade dos arquivos de tal órgão terem sobrevivido por terem sido enterrados, e documentos de outras instâncias que tratavam da Guerrilha do Araguaia que foram publicados após parte deles ter estourado na imprensa.
Outra parte dos arquivos militares encontra-se trancada por decisão do Governo Federal. Com efeito, parte deles nunca será tornada pública, sob a justificativa de se manter a ordem nacional.

### Paraísos Fiscais
Poucos dias após o lançamento do Plano Collor, a Polícia Federal invadiu a sede da editora Tama em São Paulo e apreendeu o livro Paraísos Fiscais enquanto no Rio era preso o autor Alexis Cavicchini. A prisão foi motivada por uma denúncia de que o livro Paraísos Fiscais seria um guia para evasão de divisas e ameaça ao plano econômico do governo, embora tenha sido lançado dois meses antes do Plano Collor. Posteriormente a PF também incluiu contrabando, ao acusar a editora Tama de importação de um aparelho de fax sem emissão da documentação legal. No dia seguinte, a editora provou que tinha a documentação necessária e importou legalmente o aparelho de fax e a denúncia foi retirada e o autor solto sob fiança. Mais tarde a obra foi liberada.

### Beyond Citizen Kane
Em 1993, o Channel Four, uma grande rede de TV britânica, exibiu um filme, dirigido por Simon Hartog e intitulado Beyond Citizen Kane, que conta a história da Rede Globo de Televisão e suas "ações sombrias" no país até o ano de 1990. O documentário foi proibido no Brasil desde 1994, graças a uma ação judicial movida por Roberto Marinho. Existem poucas cópias em circulação no Brasil, além de versões piratas circulando pela internet, como no YouTube. O filme conta com a participação de alguns artistas, políticos, como Luiz Inácio Lula da Silva, Chico Buarque, Leonel Brizola e Washington Olivetto. O documentário jamais esteve no circuito de cinemas brasileiros e a exibição que ocorreria no Museu de Arte Moderna do Rio de Janeiro foi proibida pelo então presidente da República, Itamar Franco.
No país, o documentário recebeu o título de Muito Além do Cidadão Kane. O título teve origem no personagem Charles Foster Kane, criado em 1941 por Orson Welles para o filme Citizen Kane, que por sua vez, tratava-se de um drama de ficção baseado na trajetória de William Randolph Hearst, magnata da comunicação nos Estados Unidos. Segundo o documentário, a Globo empregaria a mesma manipulação grosseira de notícias para influenciar a opinião pública como fazia Kane no filme. De acordo com matéria veiculada na Folha de S.Paulo em 28 de agosto de 2009, a produtora que montou a filmagem é independente e a televisão pública britânica não teve qualquer relação com seu desenvolvimento. Já a Record sustenta que a BBC, outra emissora pública do Reino Unido, estaria relacionada com sua produção.
O documentário é dividido em 4 partes:
- na primeira parte é mostrada a relação entre a Rede Globo de Televisão e o período militar, em que se veem fatos sociais que ocorreram no país em decorrência do governo;
- na segunda parte apresenta-se o acordo firmado entre a Globo e o grupo Time-Life;[32]
- na terceira parte evidencia-se o poder do proprietário da emissora, Roberto Marinho. Mostra-se também o suposto apoio da mesma à saída dos militares do poder, na figura do candidato à presidência da República Tancredo Neves;.[33]
- na quarta parte, tida como a mais importante e reveladora do filme, mostram-se às claras "os envolvimentos ilegais e mecanismos manipulativos utilizados pelo Grupo Globo em suas obscuras parcerias para com o poder em Brasília". Contudo, o documentário não apresenta fontes primárias, apenas entrevistas.[31]

A Globo tentou comprar os direitos de exibição do filme. Entretanto, antes de morrer, Hartog formou um acordo com organizações brasileiras para que os direitos de exibição do documentário não caíssem nas mãos da emissora, a fim de que este pudesse ser amplamente conhecido tanto por organizações políticas quanto culturais. O canal perdeu o interesse em comprar o filme quando os advogados da emissora descobriram tal acordo, mas até hoje uma decisão judicial proíbe a exibição de Beyond Citizen Kane no Brasil. De acordo com a Folha de S.Paulo, na década de 1990, a direção da RecordTV havia tentado comprar os direitos de exibição do documentário, mas "percebeu que haveria uma disputa judicial com a TV Globo a respeito das muitas imagens retiradas da programação deles. Então decidiu não comprá-lo". No entanto, em agosto de 2009, no auge de uma troca de acusações mútuas entre as emissoras, provocadas por uma investigação conduzida pelo Ministério Público contra vários membros importantes da Igreja Universal do Reino de Deus, a RecordTV comprou os direitos de transmissão do documentário por aproximadamente 20 mil dólares, e espera a autorização da justiça para transmiti-lo.

### Luís Inácio (300 Picaretas)
A música do grupo Os Paralamas do Sucesso, "Luís Inácio (300 Picaretas)" (batizada a partir de uma frase de Lula em que ele dizia que a Câmara são alguns homens honrados e uma maioria de 300 picaretas), lançada em 1995, fazia protestos sobre a política brasileira, mencionando os Anões do Orçamento e a corrupção geral. O deputado mineiro Bonifácio Andrada se indignou, vetou a música em um show em Brasília e lançou um protesto no Congresso, querendo proibir a canção (o que a imprensa logo considerou anticonstitucional). O processo não teve repercussões – exceto o veto à exibição de "300 Picaretas" em rádios e lojas de discos.
A polêmica toda ajudou os Paralamas a voltarem para os holofotes após um período obscuro.

### Documentário "Di Cavalcanti", de Glauber Rocha
O documentário "Di Cavalcanti" (1977), um curta de 18 minutos realizado pelo cineasta Glauber Rocha numa homenagem ao pintor brasileiro Di Cavalcanti (1897-1976), por ocasião de sua morte, teve sua divulgação no Brasil proibida judicialmente a pedido da filha de Di. No filme, foram incluídas algumas cenas do velório de Di no Museu de Arte Moderna (MAM) do Rio de Janeiro, bem como de seu enterro. Segundo matéria publicada na Folha de S.Paulo, o sobrinho de Glauber, João Rocha, teria driblado a proibição colocando o vídeo na Internet em provedores fora do Brasil, para o internauta baixar livremente).

### Requerimentos do governo ao Google
No dia 20 de abril de 2010, o Google lançou uma ferramenta que mostra o número de requerimentos feitos pelos governos de diversos países diretamente ao Google ou ao YouTube. Intitulada Government requests (requerimentos governamentais), a ferramenta mostra um mapa do mundo com o número de requerimentos realizados por alguns governos para remoção de conteúdo ou obtenção de material de acesso restrito. Os dados apresentados no dia do lançamento são de 1 de julho de 2009 a 31 de dezembro de 2009. O governo brasileiro aparece como o que mais enviou requerimentos, tanto para remoção de conteúdo como para obtenção de material restrito, entre julho e dezembro de 2009.
Um exemplo da atuação do governo brasileiro é a censura ao site euqueroserra.blogspot.com, hospedado pelo Google. Em 16 de junho de 2010, o Ministério Público Eleitoral (MPE) entrou com uma ação contra o Google para que o blog fosse tirado do ar e os autores fossem identificados. A alegação foi de que o blog continha propaganda em favor do candidato José Serra. Ação semelhante foi movida contra o site amigosdopresientelula.blogspot.com. Nesse caso, o blog era em favor da candidata Dilma Rousseff.

### Censura do Livro Minha Luta
Por consequência da lei federal nº 7.716/89, a disseminação de ideias com preconceito de raça, cor, etnia, religião ou procedência nacional é considerada criminosa, na lógica de que a Constituição brasileira seria antifascista. O livro Minha Luta, escrito por Adolf Hitler, expressa ideias antissemitas e foi proibido de ser comercializado até o ano de 2015. Isto foi por imposição do governo alemão junto a sua embaixada no Brasil. Este livro já foi normalmente comercializado desde os tempos que os nazistas estavam no poder (Primeira edição em 1934) até 2005 pela editora Centauro.

### Liberdade de Imprensa
Em vários momentos a chamada liberdade de imprensa é questionada. Muitas reportagens recebem censura prévia por serem muito sensacionalistas e, em várias vezes, inventadas. No entanto, existem alguns casos um pouco controversos.

#### Correio Braziliense
Em outubro de 2002 o jornal Correio Braziliense é proibido de publicar, com possibilidade de busca e apreensão de eventuais exemplares já impressos, uma matéria que divulgaria trechos de escutas telefônicas de funcionários do "alto escalão" do governo do Distrito Federal. De acordo com o jornal, tais pessoas estariam envolvidas com processos ilegais de loteamentos de territórios. Em protesto, o jornal publicou matéria alegando ter sido censurado e, no dia seguinte, seus diretores de redação pediram demissão.

#### Novo Jornal
Em 2008 o Observatório da Imprensa sugeriu que o 'Novo Jornal sofreu empastelamento "virtual", com uso da justiça de Minas Gerais, a fim de omitir notícias negativas sobre Aécio Neves e outros políticos do estado, configurado não somente pela retirada do ar do site que publicara a Lista de Furnas e prisão de seu editor, como pelo desaparecimento de seus arquivos após apreensão pela polícia civil com anuência do Ministério Público estadual. A Vice investigou o caso e entrevistou diversos jornalistas em 2017, que comentaram sobre a censura em Minas Gerais.

#### Estado de S. Paulo
Em julho de 2009 o jornal Estadão foi impedido pela Justiça do Distrito Federal para não publicar notícias sobre a "Operação Boi Barrica", investigações que envolvia Fernando Sarney, filho do ex-presidente José Sarney. A censura foi derrubada em novembro de 2018, por decisão de Ricardo Lewandowski sendo restabelecida a liberdade de imprensa.

#### Metrópoles
No dia 8 de fevereiro de 2018, lançou um painel de LED na sua sede, no Setor Bancário Sul. Com 246 metros quadrados e 22 metros de altura, o painel era o maior painel digital de alta resolução no Brasil. Porém, no dia 3 de junho de 2018, após uma autorização judicial, o governador Rodrigo Rollemberg mandou retirar o painel. De acordo com o Metrópoles e outras mídias digitais, a ação seria uma tentativa de censura ao jornal, visto que o Metrópoles criticava publicamente a gestão do governador.

#### SBT Brasil
Em março de 2018, Jeff Benício, do portal Terra chamou de censura, quando Silvio Santos tirou o espaço de opiniões do SBT Brasil, após repercussão de comentários da jornalista Rachel Sheherazade. Após Rachel Sheherazade ser afastada do jornal das edições das sexta-feiras, após a repercussão de seu comentário sobre Massacre em Altamira em 2019 em agosto do mesmo ano, comentários nas redes sociais, repostados nos jornais Correio Braziliense e O Estado de S. Paulo, questionavam Silvio Santos, possível censura e se o motivo do afastamento teria sido por decisão política. Gustavo Nogy publicou um artigo na Gazeta do Povo, questionando se o afastamento da jornalista não seria uma atitude do Governo Jair Bolsonaro.

#### Voz das Comunidades
Em 2016, Rene Silva foi preso por filmar a desocupação da Favela Skol. Ele foi encaminhado para 45º Delegacia de Polícia, com outros colaboradores do jornal comunitário Voz das Comunidades, Renato Moura e Hector Santos, que também faziam parte da cobertura do fato. Os dois foram soltos após prestarem depoimento. Ana Moser e Glória Perez se posicionaram contra a prisão dos comunicadores. Antes do evento, eles já tinham informado sobre táticas de censura e ameaças à liberdade de imprensa impostas por agentes do Estado, policiais ou não, além de membros do tráfico de drogas. Segundo o jornal O Dia, testemunhas disseram que eles foram presos por não entregarem os equipamentos aos PMs.

#### Brasil de Fato
Em 20 de outubro de 2018, fiscais do Tribunal Regional Eleitoral do Rio de Janeiro (TRE-RJ) apreendeu milhares de exemplares do Brasil de Fato que encontravam-se guardados na sede do Sindicato dos Petroleiros do Norte Fluminense (Sindipetro) em Macaé. A publicação tinha artigos sobre as propostas dos candidatos a presidente do Brasil, Fernando Haddad (PT-SP) e Jair Bolsonaro (PSL-RJ).
Para recolher as edições foram enviados policiais militares que segundo o TRE-RJ, faziam parte da equipe de fiscalização. Estes agiram de forma truculenta. A ação foi presenciada pelo funcionário do Sindipetro. Na nota divulgada pelo sindicato foi informado que os agentes tentaram pular a grade do sindicato para ter acesso aos exemplares, também ameaçaram atirar na instituição, que se encontrava fechada por estar fora do período de expediente.
A ordem de apreensão foi dada pelo juiz eleitoral Sandro de Araújo Lontra, que disse ter recebido uma denúncia considerou que "o pretenso jornal na verdade possui nítido propósito de propaganda eleitoral do candidato (...) Fernando Haddad, ao passo que contém matérias pejorativas ao seu adversário Jair Bolsonaro" e que a distribuição da publicação no Sindipetro evidenciaria "possível prática de propaganda eleitoral em bem de uso comum". Também foram recolhidas cópias do Boletim Nascente, do periódico semanal do sindicato.
[N]inguém foi citado, apenas aconteceu a busca e apreensão, fora da normalidade (…) uma ofensa e uma agressão à liberdade de imprensa, de expressão e de opinião. — Patrick Mariano, advogado que representa o Brasil de Fato
A Associação Brasileira de Jornalismo Investigativo (Abraji) divulgou uma nota: 
A Abraji repudia o recolhimento dos exemplares do Brasil de Fato, um ato de censura incompatível com o regime democrático do país. A ordem do juiz Sandro de Araújo Lontra viola a garantia constitucional da liberdade de expressão. Como tal, deve ser revertida e os jornais, devolvidos à circulação.

#### TV Globo
Em novembro de 2018, a divisão de homicídios da Polícia Civil do Brasil e o Ministério Público do Rio de Janeiro entraram com processo judicial pedindo que a TV Globo fosse proibida de divulgar qualquer informação do inquérito policial que apura os assassinatos da vereadora Marielle Franco e do motorista Anderson Gomes. Gustavo Gomes Kalil, que é o juiz da quarta vara criminal do Rio de Janeiro aceitou o pedido, argumentando que a TV Globo vazava conteúdo dos autos de forma "prejudicial", expondo dados das investigações e das testemunhas. Porém, os dados até então divulgados pela TV Globo foram reportados sem expor informações pessoais, com alguns sendo apresentados de forma anônima. A TV Globo disse que a decisão judicial foi excessiva e que fere gravemente a liberdade de imprensa. A Associação Brasileira de Jornalismo Investigativo (Abraji) divulgou uma nota de repúdio.

#### Censura promovida por políticos
Dados divulgados em 2019 pelo projeto Ctrl+X, da Abraji informaram que mais de 800 políticos brasileiros recorreram à processos judiciais pedindo que conteúdos da internet fossem removidos entre 2018 e 2019. Em 93,5% dos casos, eles alegaram "difamação" para censurar informações no Brasil.

#### Censura promovida pelo STF
Em abril de 2019, o ministro do Supremo Tribunal Federal, Alexandre de Moraes determinou que a revista Crusoé e o site O Antagonista retirassem do ar reportagens que faziam menção ao Presidente da Corte, Dias Toffoli, que teria sido citado pelo empresário Marcelo Odebrecht, investigado e preso pela Operação Lava Jato. Segundo a revista, Odebrecht afirmou à Justiça que em e-mails enviados por ele a dois executivos da empreiteira o codinome "amigo do amigo do meu pai" se referia à Toffoli, na época das mensagens Advogado-geral da União do Governo Lula.
Moraes, escolhido como relator do inquérito das Fake News, para "apurar notícias falsas ou que atentem contra a honra dos ministros", determinou a remoção do conteúdo porque a Procuradoria-Geral da República (PGR) havia afirmado não ter recebido algum documento que comprovaria que Toffoli a pessoa se referida com o codinome, estipulando multa diária de 100 mil reais em caso de descumprimento da decisão e convocando os responsáveis pela publicação para prestar esclarecimentos à Polícia Federal em até 72 horas. O jornalista Glenn Greenwald, por exemplo, criticou a determinação.

A Associação Brasileira de Jornalismo Investigativo (Abraji) divulgou uma nota: 
| “ | O inquérito aberto pelo Supremo Tribunal Federal (STF) para apurar a disseminação de 'fake news' contra os ministros do próprio tribunal atingiu hoje seu primeiro alvo: a liberdade de imprensa. (…) É grave acusar quem faz jornalismo com base em fontes oficiais e documentos de difundir 'fake news', independentemente de o conteúdo estar correto ou não. Mais grave ainda é se utilizar deste conceito vago, que algumas autoridades usam para desqualificar tudo o que as desagrada, para determinar supressão de conteúdo jornalístico da internet. O precedente que se abre com essa medida é uma ameaça grave à liberdade de expressão, princípio constitucional que o STF afirma defender. Também causa alarme o fato de o STF adotar essa medida restritiva à liberdade de imprensa justamente em um caso que se refere ao presidente do tribunal. | ” |

Posteriormente, após críticas por parte de integrantes do STF, além de, segundo ele, a PGR e o Supremo tomarem "conhecimento do conteúdo do documento", Moraes revogou a medida.

#### Portal Eu, Rio!
Em dezembro de 2019, a justiça brasileira determinou que o portal Eu, Rio! retirasse do ar uma série de reportagens no qual internos da Fundação Casa do Rio de Janeiro denunciavam mau atendimento na instituição. A Associação Brasileira de Imprensa (ABI) e a Fenaj classificou essa atitude judicial como censura.

#### Aos Fatos
No dia 12 de março de 2021 a justiça do Rio de Janeiro censurou uma reportagem do Aos Fatos. A reportagem censurada mostra que o "Jornal da Cidade Online" é uma "rede articulada de desinformação que compartilha estratégia de monetização por meio de anúncios com o site Verdade Sufocada, mantido pela viúva do coronel Carlos Alberto Brilhante Ustra (1932-2015), Joseita Brilhante Ustra (...) Integrante de uma cadeia organizada de republicação de conteúdo identificado com a extrema-direita, a página do coronel é, além de um memorial ao primeiro militar condenado por sequestro e tortura durante a ditadura, um índice de publicações falsas ou enganosas a respeito não só do regime, mas também do governo Bolsonaro".

### Liberdade de expressão

#### Danilo Gentili
Em 10 de abril de 2019, o comediante Danilo Gentili foi condenado a 6 meses em regime semiaberto por injúria contra Maria do Rosário. Segundo a condenação, a sentença teve como base as postagens ofensivas, de 2016, em sua conta do Twitter, que exauriam termos ofensivos à vítima. A organização de direitos humanos Human Rights Watch criticou a decisão judicial, argumentando que ela fere a liberdade de expressão, e que a condenação de prisão vai contra os princípios das Nações Unidas.

#### Leo Lins
Em junho de 2025, o humorista Léo Lins foi condenado a oito anos e três meses de prisão por propagar conteúdo contra minorias e grupos vulneráveis. A defesa do humorista afirmou que a pena é equivalente à crimes como "tráfico de drogas, corrupção ou homicídio". Em nota, a defesa de Leo Lins ainda disse que o episódio "trata-se de um triste capítulo para a liberdade de expressão do Brasil, diante de uma condenação equiparada à censura" e que a pena sofrida pelo humorista "causa profunda preocupação".
A condenação também repercutiu na imprensa e rendeu editoriais em alguns dos principais jornais do Brasil, entre eles O Estado de S. Paulo, Folha de S.Paulo e O Globo. Os dois diários paulistanos e o carioca criticaram a sentença, vendo-a como um ataque à liberdade de expressão. Para os três jornais, o suposto mau gosto das piadas de Leo Lins não seria motivo para a condenação.

### Censura de jogos eletrônicos
Apesar de o Ministério da Cultura considerar jogos eletrônicos obras culturais e de expressão, aparentemente não existe nenhum movimento público contra a proibição de jogos no país.

#### Counter-Strike
Desde 18 de janeiro de 2008, a comercialização de livros, encartes, revistas ou CD-ROM, contendo o jogo Counter-Strike está proibida em território brasileiro pois é muito violento, conforme decisão da justiça do país. O juiz responsável argumenta que Counter-Strike e o jogo EverQuest "trazem imanentes estímulos à subversão da ordem social, atentando contra o estado democrático e de direito e contra a segurança pública, impondo sua proibição e retirada do mercado". A empresa responsável do jogo alegou que a fase que o juiz utilizou como motivo para proibir a venda a cs_rio e que de fato foi produzida por fãs, não estando contida no jogo original. Porém, o juiz Silva Costa Torta ganhou a ação e o jogo está proibido de ser vendido. Ainda é possível, no entanto, utilizar o gerenciador Steam para comprar eletronicamente qualquer versão do jogo. Como a comercialização foi proibida, a própria censura falhou, pois a versão 1.5 e anteriores são grátis, portanto não são comercializáveis, portanto continuam de livre circulação.

#### Duke Nukem 3D
Em 3 de novembro de 1999, o estudante de medicina Mateus da Costa Meira, então com 29 anos, matou três pessoas e feriu outras quatro durante uma sessão do filme "Clube da Luta" em um cinema de São Paulo. Mateus ficou conhecido como "o atirador do shopping". Foi condenado em 2004 a 120 anos de prisão. Em depoimentos ele teria citado o jogo Duke Nukem 3D, que traz um cinema em um trecho da primeira fase. Mesmo quase quatro anos depois de lançado, o jogo teve a venda proibida.

### Censura na Televisão

#### Os Simpsons
O episódio do seriado "Os Simpsons" exibido em julho de 2007 pelo canal por assinatura Fox teve um trecho que fazia uma crítica ao Brasil alterado. No episódio, Bart e Lisa conversam sobre o local horrível em que estão. Lisa diz que aquele é o lugar mais nojento em que a família Simpsons esteve. Bart pergunta, “E o Brasil?”, ao que sua irmã retruca, “Depois do Brasil”.

#### Xuxa Meneghel

##### Amor Estranho Amor
Xuxa Meneghel, antes de ganhar o título de Rainha dos Baixinhos ao apresentar programas infantis nas redes Manchete e Globo, fez parte do elenco do filme Amor Estranho Amor, um filme de drama erótico que contou também com Tarcísio Meira e Vera Fischer no elenco. No filme, a personagem de Xuxa tem relações sexuais com um garoto de 12 anos, interpretado pelo ator Marcelo Ribeiro. Como no contrato não havia liberação da imagem para vídeo, Xuxa, através de liminar judicial, mandou recolher todas as fitas originais de locadoras e lojas do país, no entanto 4 000 cópias chegaram a ser vendidas antes da Justiça proibir sua distribuição, o que fez com que muitas cópias piratas continuassem circulando, fazendo do filme uma verdadeira lenda entre pessoas que não conheciam a obra. Até hoje, o filme Amor Estranho Amor tem sua comercialização e distribuição proibidas por decisão judicial no Brasil. Todavia, o filme foi lançado em DVD nos Estados Unidos em 2005 e pode ser adquirido por qualquer brasileiro em sites estrangeiros por importação. A produtora estadunidense não vendeu os direitos a Xuxa, que chegou a entrar com ação judicial nos Estados Unidos em 1993, mas perdeu.

###### Google
Em 2010, Xuxa fez requerimentos ao Google em que pedia a desconciliação de seu nome com pornografia e pedofilia. Na ação, ela pediu que o serviço removesse links para páginas onde ela aparece nua ou em cenas de sexo em fotos ou vídeos. De acordo com a decisão do Superior Tribunal de Justiça (STJ), o Google não deve suprimir os resultados, pois não é o responsável pela publicação dos conteúdos, mas apenas uma ferramenta de pesquisa.

#### Novelas
Várias novelas de televisão foram censuradas por diferentes motivos que vão do moralismo ao controle ideológico. Entre elas:
- Brega & Chique

A abertura da novela Brega & Chique causou polêmica, pois aparecia um homem nu com as nádegas expostas. A classificação geral exigiu que o homem fosse velado, e a Rede Globo pôs uma folha sobre as nádegas do modelo. Na reprise do Vale a Pena Ver de Novo, a novela sofreu a mesma censura.
- Certificado de Liberação de exibição, com ressalvas, da Telenovela Roque Santeiro, 1985. Documento sob guarda do Arquivo Nacional.Amor e Revolução

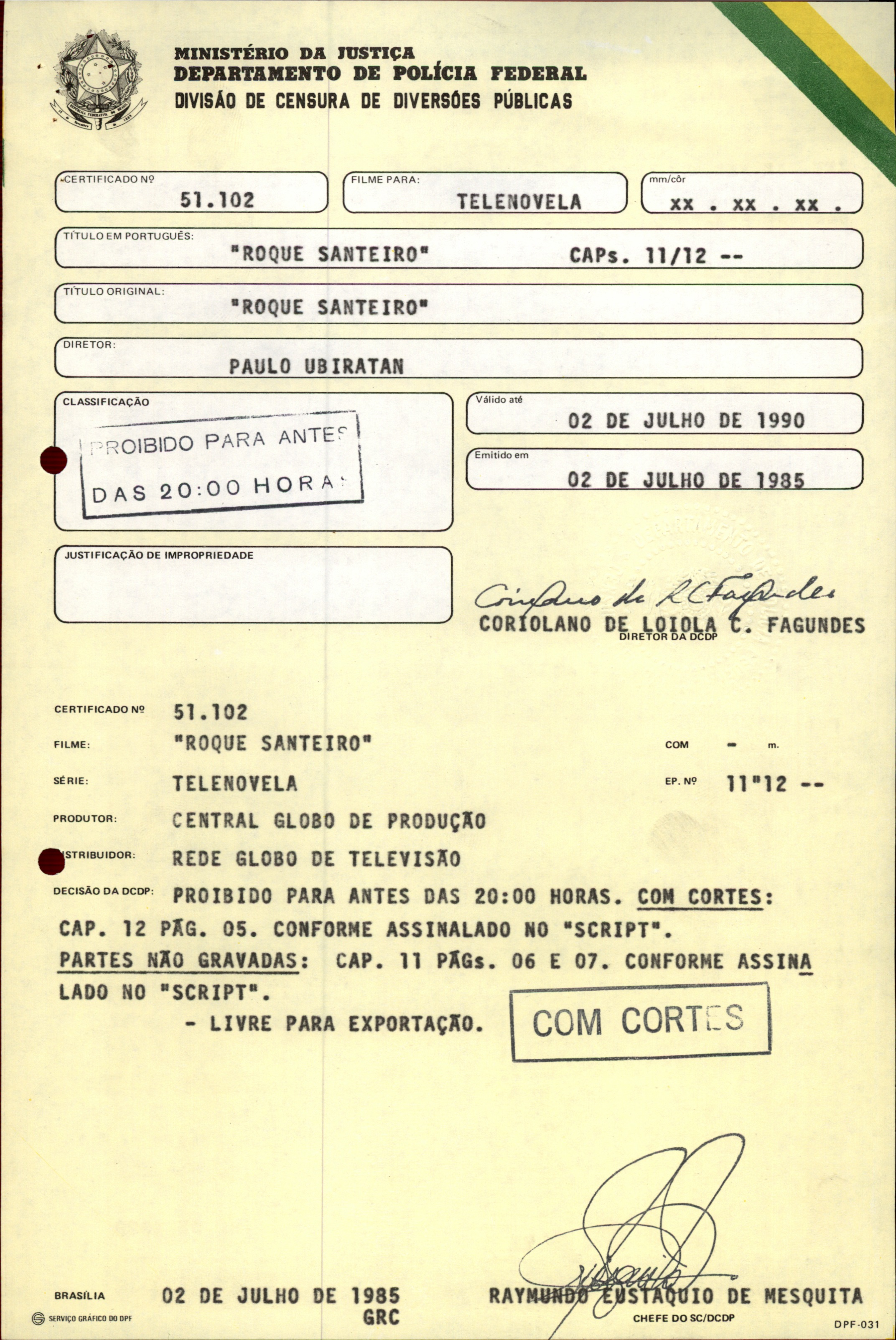
Certificado de Liberação de exibição, com ressalvas, da Telenovela Roque Santeiro, 1985. Documento sob guarda do Arquivo Nacional.

Em 2011 foi estreado a novela Amor e Revolução do SBT, baseada na fase da ditadura militar no Brasil. A poucas semanas antes de estrear, houve petições de órgãos conservadores para que a novela não fosse ao ar, pelos motivos de expor o regime militar, porém os atores mobilizaram-se contra o processo e a novela passou a ser apresentada.
- O Marajá

O Marajá foi uma minissérie brasileira que estrearia pela Rede Manchete em 26 de julho de 1993 (no horário habitual das telenovelas, 21h30) em substituição a Amazônia - Parte II. A trama mostraria a vida de Fernando Collor de Mello na época em que era presidente do Brasil. Porém a novela não foi ao ar, pois o próprio Fernando Collor entrou com uma ação judicial e a novela não pode ser apresentada.
- Bandeira 2 - Rede Globo - 1971

A Censura exigiu que o autor Dias Gomes matasse o personagem Tucão (Paulo Gracindo), sob o argumento de que o bem sempre vence o mal.
- Fogo sobre Terra - 1974

Em uma das cenas, o personagem principal, Pedro (Juca de Oliveira) incitava o povo da cidade a pegar em armas para defendê-la. Os censores cortaram a cena alegando que o gesto era um incentivo à guerrilha.
- Anjo Mau - 1976

No último capítulo, a babá Nice, interpretada por Susana Vieira, morre ao dar a luz, contrariando o desejo do autor Cassiano Gabus Mendes de que a personagem terminasse a novela feliz ao lado de Rodrigo, personagem de José Wilker. Foi uma imposição da censura, que decidiu vetar a vitória do mal contra o bem na ficção.

## Censura na internet do Brasil

### Revisão de projeto de lei 84/1999
Em 2003, o ex-senador Eduardo Azeredo (PSDB-MG) propôs a revisão do projeto da lei 84/1999 (conhecido por AI5 Digital, ou simplesmente por "Lei Azeredo") para vetar crimes digitais. O projeto foi intensamente criticado pelos usuários da rede já que os mesmos teriam obrigação de denunciar possíveis atividades ilegais e também responsabilizaria o usuário pela veiculação desses conteúdos, de autoria própria ou não.  A má redação do projeto deu a entender que um CD gravado mesmo com a posse do original consistiria em crime, devido as críticas a aprovação do projeto foi adiada por tempo indeterminado. A principal crítica ao projeto de lei se embasa na comparação com os modelos americano SOPAe europeu ACTA aonde o governo poderia bloquear o acesso a qualquer site que direcionasse o usuário a conteúdo potencialmente ilegal e obrigando o cadastro de todos os usuários da rede.

### Gagged in Brazil
No dia 22 de setembro de 2008, o PSDB-MG tentou censurar um documentário exposto no site de compartilhamento de vídeos YouTube, sobre censura: "Gagged in Brazil", por Daniel Florencio. O curta explica sobre a manipulação da imprensa e da mídia no Estado de Minas Gerais onde somente as notícias que são favoráveis ao governo são publicadas. Dessa forma alguns jornalistas da imprensa do estado expõem essa realidade ao serem censurados por fazerem críticas ao governador da época Aécio Neves ou simplesmente obrigados a omitir informações referente a esse governo.

### Suposto AI-5 Digital
Os PLs 443/19, 2418/19, 5327/19, 1595/19, 3389/19 e 10049/19 são projetos de lei que tratam de questões relacionadas à segurança pública, terrorismo e regulação da internet. Esses projetos têm gerado preocupações entre críticos, que temem que possam ameaçar a liberdade de expressão, a privacidade e os direitos de manifestação. Críticos usaram termos como "Patriot Act Tabajara", "AI-5 Digital" e "Novo AI-5" para descrever essas propostas, refletindo o receio de que possam aumentar a vigilância e restringir direitos civis. No entanto, essas interpretações são objeto de debate e as leis, se aprovadas, ainda estariam sujeitas a limites constitucionais. O debate sobre regulação e segurança não é novo e possui precedentes históricos, como os debates durante a CPI dos cibercrimes no governo Dilma Rousseff.
Desde 2019, tramita na Comissão de Segurança Pública e Combate ao Crime Organizado (CSPCCO) o PL 2418/19, de autoria do deputado federal José Medeiros, que pretende autorizar o monitoramento de aplicativos de mensagens instantâneas sem a necessidade de mandado judicial, com o objetivo de combater o terrorismo. O PL 443/19, também em tramitação desde abril de 2019, trata de penalidades para atos classificados como terrorismo.
Em 2019, o presidente Jair Bolsonaro assinou o Decreto 10.046, que estabelece a criação de um Cadastro Base do Cidadão. Esse decreto visa integrar diversas bases de dados governamentais para melhorar a eficiência dos serviços públicos e combater fraudes, centralizando informações pessoais dos brasileiros, como biometria, dados biográficos e profissionais. Embora o decreto mencione a coleta de dados biométricos, como impressões digitais, ele não especifica o uso de DNA, íris, forma de andar ou tom de voz. O Decreto 10.046/2019 é separado do PL 10.046/2018, que trata de um assunto diferente.
Também tramitam em comissões o PL 1595/19, do deputado federal Major Vitor Hugo, que trata da criação de forças especiais para combate ao terrorismo, o PL 3389/19 do Fábio Faria, que obriga a veiculação do CPF em redes sociais, e o PL 5327/19 do deputado José Medeiros, que altera a Lei nº 13.260/2016 (Lei Antiterrorismo) para modificar a forma como ela se aplica a movimentos sociais.

### Rede social X
No dia 9 de junho de 2025, a plataforma disse que, ao tirar as redes da parlamentar Carla Zambelli do ar, o Supremo Tribunal Federal (STF) corre o risco de praticar “censura prévia de conteúdo lícito”. No recurso, o X usou como argumento o art. 19 do Marco Civil da Internet.

## Censuras por Valores
Além das censuras que causam controvérsia na sociedade, também determinados materiais tiveram a sua veiculação proibida de acordo com valores sociais.

#### Bidê ou Balde
No ano de 2005, um conjunto musical do Rio Grande do Sul, Bidê ou Balde, passou a enfrentar problemas judiciais. A música "E por que não?", do conjunto, selecionada para a coletânea Acústico MTV: Bandas Gaúchas, possui letra acusada judicialmente de fazer apologia à pedofilia e ao incesto.

#### A Serbian Film
O filme sérvio Terror sem limites (sr: Српски филм; en: A Serbian Film) chegou a ser exibido no VII Festival de Cinema Fantástico de Porto Alegre, em julho de 2011. Selecionado para o Festival de Cinema Fantástico do Rio de Janeiro (RioFan), no mesmo mês, na Caixa Cultural, foi retirado da programação por ordem da Caixa Econômica Federal, patrocinadora do festival, devido às cenas contendo estupro, necrofilia e pedofilia. A proibição gerou notas de repúdio tanto da organização do festival quanto da Associação Brasileira de Críticos de Cinema.
Com o veto à exibição na Caixa Cultural, os organizadores do RioFan programaram uma sessão no Cine Odeon, no mesmo dia que havia sido marcado para a exibição no festival (23 de julho de 2011). Na véspera, porém, o filme foi apreendido por ordem da juíza Katerine Jatahy Nygaard, da 1.ª Vara da Infância e da Juventude do Rio de Janeiro, atendendo a uma ação ajuizada pelo diretório regional do DEM. Porém, um ano depois de ter sido censurado, o juiz federal da 3.ª Vara da Justiça de Minas Gerais, Ricardo Machado Rabelo, liberou a exibição do filme.

### Censura de livros didáticos

#### Meu Corpo Mando Eu
No dia 20 de janeiro de 2021, a Prefeitura de Sorocaba retirou 1 586 livros paradidáticos comprados no final de 2020 por R$ 29 milhões que estavam armazenados na Arena Sorocaba por entender que a obra é inadequada para crianças. O livro em questão se chama No Meu Corpo Mando Eu, escrito por Antônio Carlos Egypto, e aborda o abuso sexual infantil. O autor disse para a TV TEM que o livro é adequado para crianças de 7 anos. Uma comissão foi feita para analisar a indicação do material. A ex-prefeita Jaqueline Coutinho disse que o material já foi analisado e autorizado pelo Governo de São Paulo. O ex-secretário de Educação Wanderlei Acca disse que a compra do material faz parte do projeto Leitura em Rede, que busca montar uma biblioteca em sala de aula para facilitar a leitura. O projeto foi feito com base em modelos já utilizados internacionalmente como nos Estados Unidos, Japão e outros países da Europa. A compra está sendo investigada pela Corregedoria Geral do Município e a comissão técnica da Prefeitura avaliou que outros 120 mil livros devem ser substituídos. No dia 8 de setembro, a prefeitura trocou os livros pelo Pequeno Príncipe e outros clássicos.

### Pinturas
No dia 5 de agosto de 2022, a prefeitura de Botucatu retirou um quadro da exposição Aconteceu em 2022. A pintura era baseada no pôster do anime Devilman Crybaby. A prefeitura justificou o ato dizendo que o anime era baseado em obra indicada para maiores de 18 anos, enquanto a pintura era livre para todas as idades. No dia 6, professores e alunos protestaram, taxando o ato como censura. A arte agora pode ser vista no prédio da Diretoria de Ensino de Botucatu.

## Liberdade de imprensa
A Constituição Brasileira garante a liberdade de expressão e imprensa. Os meios de comunicação independentes são ativos e expressam uma ampla variedade de pontos de vista sem restrições, mas elementos criminosos não governamentais continuam a sujeitar jornalistas à violência por causa de suas atividades profissionais. Um número crescente de casos de censura judicial da mídia representa uma séria ameaça à liberdade de imprensa. A legislação brasileira estabelece que "o material considerado ofensivo a uma determinada parte pode ser removido se essa parte entrar com uma ação judicial". No entanto, isso às vezes é explorado por empresas e funcionários do governo, a quem a lei às vezes favorece.
A Associação Nacional de Jornais (ANJ) relatou casos de prisão, agressão, censura e desrespeito à liberdade de imprensa. Entre 1º de janeiro e 26 de julho de 2011, a ANJ relatou 23 casos de censura, ameaças, violência direta contra jornalistas e outras formas de pressão contra jornalistas e profissionais, incluindo três assassinatos, uma prisão, seis casos de censura e nove casos de agressão verbal e agressão física, embora não tenham sido praticados pelo governo brasileiro, mas por organizações criminosas.
Em 2021, a organização internacional Freedom House, em seu relatório Freedom in the World, afirmou que jornalistas críticos ao governo do presidente Jair Bolsonaro enfrentaram assédio online e offline, e os meios de comunicação que realizaram tais críticas enfrentam pressão econômica do governo. A organização Repórteres Sem Fronteiras registrou 580 ataques em 2020 relacionados ao “sistema Bolsonaro” de assédio e abuso, principalmente disseminados por meio das redes sociais. Esse ambiente também encorajou aliados do presidente como Marcelo Crivella, prefeito do Rio de Janeiro, que designou funcionários municipais para intimidar os entrevistados (chamados de Guardiões do Crivella) e dificultar a cobertura jornalística da pandemia de COVID-19. Em agosto de 2020, a organização Artigo 19 registrou 82 ataques relacionados à pandemia contra repórteres. Ainda segundo a Freedom House, a estrutura legal oferece proteção inadequada para a liberdade de expressão. A difamação está sujeita a penalidades criminais e, em 2020, altos funcionários solicitaram investigações criminais de vários jornalistas e de um juiz do Supremo Tribunal Federal por críticas à resposta do governo à pandemia.